# Baikiaea
Baikiaea é um género botânico pertencente à família Fabaceae.

## Espécies
- Baikiaea ghesquiereana
- Baikiaea plurijuga